# Arthroplea congener
Arthroplea congener is een haft uit de familie Heptageniidae. De wetenschappelijke naam van de soort is voor het eerst geldig gepubliceerd in 1908 door Bengtsson.
De soort komt voor in het Palearctisch gebied.